# Der Vorname (2018)
Der Vorname ist eine deutsche Filmkomödie von Sönke Wortmann aus dem Jahr 2018. Sie handelt von einem Abendessen unter gutsituierten Bürgern, bei dem der Streit um einen provokanten Vornamen umschlägt in persönliche Angriffe, die binnen weniger Stunden langjährige Gewissheiten zerstören. Das zwischen Gesellschaftskomödie und Familiensatire einzuordnende Kammerspiel entstand als Remake eines französischen Films von 2012, der wiederum auf einem zwei Jahre älteren Theaterstück basiert, beide mit gleichlautendem Titel (im Original Le Prénom). Premiere auf internationalem Parkett hatte Der Vorname am 6. Oktober 2018 im Rahmen des Zurich Film Festivals, in Deutschland beim Film Festival Cologne am 8. Oktober 2018. Der deutsche Kinostart war am 18. Oktober 2018.

## Handlung
Der Immobilienmakler Thomas wird von seiner Schwester Elisabeth und ihrem Mann Stephan zum Abendessen eingeladen; dieser ist Professor für Neuere Deutsche Literaturwissenschaft an der Uni Bonn, sie ist Deutschlehrerin an einem Gymnasium. Zu Gast ist auch René König, Orchestermusiker und Pflegebruder der Geschwister. Thomas sieht Vaterfreuden entgegen, was ihn rasch in den Mittelpunkt rückt und ihm sichtlich behagt. Als man schließlich auch nach dem Namen seines künftigen Sohnes fragt, fordert er dazu auf, ihn zu erraten. Trotz Hilfestellung (Anfangsbuchstabe A, historischer Bezug) kommt keiner auf die Lösung, bis er sie selbst verkündet: Adolf. Zuerst hält man das für einen schlechten Scherz – und im nachfolgenden Streit für einen Tabubruch. Wortführer der Opposition ist Stephan, dem es allerdings nicht gelingt, seinen Schwager argumentativ in die Enge zu treiben. Dass der in der Tat scherzt, erfährt vorerst nur René.
Die Gemüter haben sich etwas beruhigt, als Thomas’ Frau Anna hinzukommt, die Schauspielerin werden will und ein Casting wahrgenommen hatte. Durch ein kapitales Missverständnis entzündet sich ein neuer Streit, beginnend damit, dass Stephan nun gegen Anna stichelt wegen des geplanten Vornamens, ohne diesen zu nennen. Sie glaubt, er meint den, den ihr Sohn in Wahrheit bekommen soll – Paul, wie sein Großvater, der verstorbene Vater von Thomas und Elisabeth. Stephan wiederum weiß immer noch nicht, dass Thomas tatsächlich geblufft hat, und dieser greift zu spät ein. Als er es tut, ist der Streit längst eskaliert, mit beiderseitigen verletzenden Äußerungen, bis hin zu Annas Attacke, sie lasse sich von niemandem etwas sagen, der seine Kinder Caius und Antigone nennt.
Nach diesem Eklat bleibt kein Stein mehr auf dem anderen. Zunächst geraten die zwei Streithähne noch einmal aneinander, indem sie sich gegenseitig entlarven: Stephan als geizig, Thomas als egoman von Kindesbeinen an. Schließlich finden beide in dem konfliktscheuen René König ein gemeinsames Opfer; Stephan eröffnet ihm, wie Thomas ihn in dessen Abwesenheit nennt – nämlich Königin –, was besagt, dass man ihn für schwul hält. René weist das von sich, da man ihm aber nicht glaubt, offenbart er allen, er sei schon seit Jahren, wenn auch heimlich, mit seiner Pflegemutter Dorothea (der leiblichen Mutter von Elisabeth und Thomas) zusammen. Allgemeines Entsetzen, Thomas rastet aus und streckt ihn mit einem Faustschlag nieder. Elisabeth verarztet ihn und hält ihm gleichzeitig vor, dass er sie, die ihm immer alles anvertraut, nicht eingeweiht habe. Ungewohnt sarkastisch fertigt sie anschließend ihre Mutter am Telefon ab, die sich erkundigt, wie der Abend verlaufen sei. „Großartig!“, spottet Elisabeth und teilt ihr sämtliche Enthüllungen mit, gipfelnd in der ihres Liebhabers René. Vollends in Rage bringt sie, dass Stephan auch noch von ihr verlangt, sich bei ihrer Mutter zu entschuldigen: In einer Wutrede hält sie ihm vor, wie er in all den Jahren zu seinem Vorteil ihre Bedürfnisse ignoriert habe, ohne sich je dafür zu entschuldigen. „Ihr könnt mich alle mal!“, schließt sie und geht zu Bett. Damit löst sich auch der Rest der Gesellschaft auf.
Drei Monate später führt ein freudiger Anlass, Annas Entbindung, sie wieder zusammen. Thomas eilt ihnen in der Klinik entgegen und verkündet, die Mutter sei wohlauf, das Kind jedoch – ein Mädchen. Nach ihrem Namen befragt, zögert er kurz, lächelt – und der Film blendet ab.

## Interpretationen

### Figuren
Das Personal des Films folgt der dramatischen Vorlage und entspricht dem eines Kammerspiels: drei Männer und drei Frauen. Von ihnen tritt eine Figur – Dorothea – nur in zwei Telefonaten in Erscheinung, eine weitere – Anna – erst in der zweiten Hälfte, und eine dritte – René – bleibt als „allen zugewandte Scharnierfigur“ eher blass. Die anderen drei – Elisabeth, Thomas und Stephan – sind daher etwas exponiert. Bei Elisabeth fällt auf, dass sie mit allen anderen (nur ausgerechnet mit ihrem Bruder nicht) etwas Wichtiges gemeinsam hat: mit Anna den unerfüllten emanzipatorischen Anspruch, mit René die Harmoniesucht sowie mit ihrem Mann und ihrer Mutter das Sich-zugehörig-Fühlen zur linken Mehrheitsgesellschaft. Bei Thomas und Stephan fällt auf, dass sie, obwohl Gegenspieler, die größte Schnittmenge an Gemeinsamkeiten haben. Ganz oben in ihrem Wertesystem steht ihr Statusdenken. Thomas definiert sich über Geld, Stephan über Bildung. Das Gefühl, dem anderen in dem, was den eigenen Status bestimmt, überlegen zu sein, sowie der Glaube, dass der andere ihm genau das neidet, geht bei beiden einher mit einer gewissen Saturiertheit: Thomas gefällt sich darin, reicher als seine reichen Klienten geworden zu sein, Stephan lehrt seit Jahren schon das Gleiche. Ausdruck ihres Statusdenkens ist auch ihr Dominanzverhalten in der Ehe. Thomas gibt Anna das Gefühl, dass sein Geld ihren Kampf um Selbstverwirklichung überflüssig macht, Stephan hatte diesen bei Elisabeth gleich im Keim zu seinem Vorteil erstickt: Was eigentlich ihr Promotionsthema war, nahm er für seine eigene Doktorarbeit in Beschlag. Die gleiche Egomanie (die er zuvor Thomas vorgeworfen hat) wird auch sichtbar in der Namensgebung für seine Kinder: Nichts anderes als ein abgehobener Status wird mit Caius und Antigone demonstriert – im Ernstfall eine lebenslange Hypothek für die Betroffenen.
Die Interpretation, die die Figuren durch Regie und Darsteller im deutschen Remake erfahren, beurteilen Rezensenten unterschiedlich, wobei kritische Stimmen oft den Vergleich mit dem französischen Original ziehen. So auch bei dem Hausfreund René: Ihn habe Wortmann mit weitaus mehr „outrierter Watte“ ausgestattet, sodass er als „harmloser, gepuderter Mensch im Smoking“ erscheine, den Justus von Dohnányi noch dazu viel zu „mitleidsheischend und gestenreich als Treudoof-Untergebutterten“ spiele. Was die Rolle der Elisabeth betrifft, verkörpert durch Caroline Peters, wird beklagt, dass man sie über zwei Drittel des Films „pointenlos“ in die Küche verbannt und so ihr komödiantisches Talent nicht nutzt. Nahezu konträr die Urteile über die beiden Kontrahenten Stephan (Christoph Maria Herbst) und Thomas (Florian David Fitz). In einigen Rezensionen lobt man sie ausdrücklich („Fitz gibt seiner Figur eine selbstgefällige Lockerheit, die sich wunderbar mit Herbsts Spießigkeit beißt“). Andere verweisen auf das Manko gegenüber der französischen Vorlage: Dort seien sie ebenbürtig und als Vertreter eines bestimmten Milieus oder Typus erkennbar („linker Bobo“ versus „konservativer Lebemann“). Im deutschen Remake gerate das Kräfteverhältnis in Schieflage. Herbst, vordem Darsteller des populären Comedy-Charakters Stromberg, bringe dessen „pedantisches Anscheißertum“ in die Figur des Stephan ein und spiele ihn so, dass es „wehtue“: „als von Anfang an aufbrausender Rechthaber, der nicht nur Nazis doof findet, sondern auch auf die Barrikaden geht, wenn seine Gäste ,geil‘ sagen.“ „So einer“ sei natürlich „leichte Beute“ für den mit „ironischem Zwinkern“ auftretenden, „vergleichsweise kulturlosen Sonnyboy“ Thomas.

### Themen
Die Festlegung auf ein zentrales Thema hängt zunächst einmal davon ab, wie man Der Vorname rezipiert: als Familiensatire oder eher als gesellschaftskritischen Film. Im ersten Fall zeigt er die Brüchigkeit einer gesitteten bürgerlichen Familie, im anderen das Verhältnis der bürgerlichen Mitte zur Neuen Rechten. Hanns-Georg Rodek gesteht dem Film zu, dass er zumindest darauf abzielt, diesen gesellschaftspolitischen Konflikt zu thematisieren, und interpretiert das zum Abendessen versammelte Quintett unter dieser Prämisse wie folgt: der weltentrückte Musiker René und die auf Selbstfindungstrip befindliche Anna als Indifferente; Elisabeth als Gutmensch, die mit ihrem Gewissen im Reinen ist, solange sie die Möglichkeit hat, die Not Bedürftiger zu lindern; Stephan, „in spätachtundsechziger Wolle gefärbt“, als „der politisch Korrekte, dessen Rigorosität Gemäßigte ins Fahrwasser falscher Bundesgenossen treibt“; Thomas als der „Anfälligste“, der aus Prinzip „wider den Stachel löckt“ und selbst die globale Erwärmung leugnen würde, einzig „um dem gesellschaftlichen Konsens eins auszuwischen“.
Rodek bedauert, dass sich Der Vorname in der zweiten Hälfte „von der Sezierung einer Gesellschaft auf die Enthüllung privater Lebenslügen verlegt“. Einige Rezensenten teilen seine Ansicht. Andere interpretieren die Wendung ins Private als Kritik am Niedergang der Streitkultur, erkennbar u. a. darin, dass die Suche nach Lösungen und sachlichen Argumenten verdrängt werde durch persönliche „Schuldzuweisungen, Eitelkeiten, Selbstgerechtigkeit und Scheinheiligkeit“. In der Beurteilung des filmischen Happy Ends gibt es unter den Kritikern allerdings keine zwei Meinungen, auch wieder mit Blick auf das französische Original. Heißt es dort am Ende der Streitigkeiten, es sei innerfamiliär „ein Punkt erreicht, an dem es kein Zurück mehr gibt“, resümiert das deutsche Remake begütigend, in einer „rasant sich verändernden Welt“ müssten „wir auf die bauen, die wir lieben“ – was noch dazu Elisabeth in den Mund gelegt wird, die sich gerade mit der Brandrede ihres Lebens Luft gemacht hat. Zwar sei das versöhnliche Ende typisch für Wortmanns Filme, vermerkt die Kritik, wirke hier aber besonders aufgesetzt.

### Form
„Gehobenes Boulevardtheater“ und „gut geölte französische Konversationskomödie“ sind zwei der Zuschreibungen für das Theaterstück und den Film, auf deren Grundlage Sönke Wortmanns Der Vorname entstand. Sie grenzen auch das Genre seiner „Nachzügleradaption“ ein. Das in punkto Personal, Setting und Action reduzierte Kammerspiel verlangt nach stimmigen Dialogen. Ihnen bescheinigt die Filmkritik „Präzision, Schärfe und Witz“, und dem Text im Ganzen, er sei „gut konstruiert“. Das erweist sich nicht zuletzt in der Ausformung des schon im Titel enthaltenen zentralen Motivs. In jedem Akt spielen (Vor)Namen eine entscheidende Rolle: im ersten Adolf, im zweiten Caius und Antigone, im dritten Königin, und im Epilog schließlich der des neugeborenen Mädchens, der (anders als in Le Prénom) vielleicht deshalb ungenannt bleibt, weil er so als Cliffhanger zu einer späteren Fortsetzung dienen kann.
Um die Figuren möglichst effektvoll einzuführen, entschied man sich für einen Erzähler, der am Anfang und Ende zum Zuge kommt und so auch das Ganze rahmt. Diese Zweitrolle kommt Elisabeth zu, in Le Prénom hingegen ihrem Bruder. Matthias Dell findet die Wahl der französischen Regie einleuchtender; immerhin gehe von Thomas ja der Stein des Anstoßes für alle Streitereien aus. Kritisch beurteilt Dell auch die „indifferent-gefällige“ Filmmusik und die Kameraführung, „die in Der Vorname beim Essen alle gleichmachend um den Tisch kreist, während im Original Le Prénom dieselbe Szene in statische Schuss-, Gegenschuss- und Frontalaufnahmen auflöst, die die Personen eher voneinander trennen.“

### Einordnung
So gut wie keine Rezension versäumt den Hinweis auf das Theaterstück, das bei der Entstehung des originalen Vornamen offenbar Pate stand mit seinem Erfolgsrezept, wohlhabenden Bürgern bei der Demaskierung ihrer Wohlanständigkeit zuzuschauen: Der Gott des Gemetzels von Yasmina Reza. Ursprünglich ebenfalls ein Bühnenstück mit anschließender Zweitkarriere auf der Leinwand (Roman Polański), wirkt dessen Kammerspiel-Atmosphäre noch dichter, bedrohlicher, auch makabrer als die drei Versionen von Der Vorname. Komödien sind sie allesamt, als Schwarze Komödie, wie Der Gott des Gemetzels, gilt Der Vorname unter Kritikern jedoch nicht. Dafür sei er nicht böse genug, wie beispielsweise auch Filme von Luis Buñuel und Claude Chabrol, die Dell zum Vergleich heranzieht.
Rodek widmet ein Gutteil seiner Rezension einer anderen Möglichkeit, den Vornamen einzuordnen. Er lässt das filmische Werk Wortmanns, in rückläufiger Chronologie, Revue passieren. Nach genau 20 Jahren und einigen Beispielen „treffender Stimmungsbilder der Berliner Republik (West)“ macht er 1998 Halt bei Der Campus, ausgerechnet einem „eher unerfolgreichen Wortmann“. In dessen Verfilmung des „Anti-Eliten-Romans“ von Dietrich Schwanitz findet Rodek einige Kulturkampflinien vorgezeichnet – eine MeToo-Geschichte im Zentrum, die beginnende Politische Überkorrektheit –, die bis in unser Heute führten und als Lebenslügen zum Ausbruch kämen, die kleinen im Wohnzimmer von Elisabeth und Stephan, die großen in der gegenwärtigen gesellschaftlichen Realität.

## Drehorte
Bonn
- Goethestraße / Bonner Südstadt[13]
- Universität Bonn, anatomisches Institut, alter Anatomie-Hörsaal
- Marriott-Hotel Bonn, Skybar

Bergisch Gladbach
- Nicolaus-Cusanus-Gymnasium Bergisch Gladbach[14]

Köln
- Rodenkirchen, Uferstraße

## Rezeption
Zwei deutlich unterscheidbare Lager kristallisieren sich in der Erstrezeption durch die Filmkritik heraus. Das eine urteilt insgesamt „positiv mit kleinen Abstrichen“ und stimmt weitgehend überein sowohl in dem, was besonders hervorzuheben ist (vor allem Drehbuch und Schauspieler), als auch darin, wo die kleinen Abstriche zu machen sind (im Schlussteil) und worin diese bestehen (Klischees, Happyend). Ein klar negatives Urteil fällt das zweite Lager, dem ausnahmslos Filmfeuilletons überregionaler seriöser Blätter angehören und das dadurch, obwohl in der Minderzahl, vielleicht sogar die größere Reichweite hat. Die Rezensionen des Tagesspiegel und der Süddeutschen sind nicht weit entfernt von einem Totalverriss, die ZEIT ist nur im Ton etwas milder.
Die Welt bezieht eine Position außerhalb beider Lager. Grundsätzliche Einwände kommen auch hier zur Sprache, aber sie verstellen nicht den Blick auf das, was dem Film gelingt, welche Einsichten er bestenfalls bewirken kann. Eine von ihnen formuliert Rodek so: „Die Adolf-Frage ist der Türöffner zu einem Labyrinth von Abgründen, die bisher unter dem Firnis der Zivilisation verborgen lagen […] Der Schein des Anstands – was kein negativer Begriff ist, sondern friedliches Zusammenleben erst ermöglicht – wird radikal zerstört, analog zu jener Säure der Verrohung, die sich momentan vom virtuellen hindurch ins reale Leben frisst. Debatte gebiert Streit, Aufregung Hysterie und verbaler Schlagabtausch physischen. Der Vorname führt diesen Mechanismus unserer Radikalisierung musterhaft vor.“

## Fortsetzungen
Im Frühjahr 2021 wurde bekannt, dass der Film mit Der Nachname eine Fortsetzung erhält, dessen Dreharbeiten bereits zuvor auf den Kanarischen Inseln begonnen hatten. Erneut übernahm Sönke Wortmann die Regie, während Claudius Pläging die Drehbuchvorlage lieferte und alle Hauptdarsteller abermals in ihren Rollen zu sehen waren. Der Film kam am 20. Oktober 2022 in die deutschen Kinos. Mit Der Spitzname schloss sich mit Kinostart am 19. Dezember 2024 der dritte Teil der Reihe an.